# 亞得里亞號列車
亚得里亚号（義大利語：Adriatico）是曾运行于意大利北部城市米兰至该国南部城市巴里间一班长途列车所使用的名称，由意大利国家铁路在1973年至2005年间开行。其命名源自附属于地中海的亚得里亚海，而列车在途经的里米尼至巴里区间则沿该水域的西岸运行。自开行以来，列车曾先后被纳入全欧快车及城际列车类别，直至2005年撤出服务。

## 全欧快车
1969年，意大利国家铁路决定效仿法国国家铁路及德国铁路的成功例子，将采用柴联车运营的全欧快车（TEE）列车更换为由电力机车牵引的客车车厢编组。同时由于自1965年以来，全欧快车服务也可运用于本土班次，因此意大利大舒适型车厢的产量被扩大，它们不仅要取代既有的全欧快车国际服务，也要作为国内高端列车服务升级至全欧快车后所使用的车厢。在国际服务的车厢于1972年交付使用后，另有两组分别采取8节及9节编组的同类型车厢也在1973年春天完工，并在1973年6月3日起用于开行全欧快车亚得里亚号，从而使后者成为意大利首班在本土运营的全欧快车班次。
| 93次 | 93次  | 停靠站                | 92次  | 92次 |
| 里程 | 时刻  | 停靠站                | 时刻  | 里程 |
| ---- | ----- | --------------------- | ----- | ---- |
| 0    | 12:10 | 米兰                  | 19:00 | 867  |
| 219  | 14:02 | 博洛尼亚              | 17:10 | 648  |
| 284  | 14:38 | 弗利                  | 16:23 | 583  |
| 331  | 15:04 | 里米尼                | 15:59 | 536  |
| 364  | 15:26 | 佩萨罗                | 15:33 | 503  |
| 423  | 16:04 | 安科纳                | 14:59 | 444  |
| 466  | 16:29 | 奇维塔诺瓦            | 14:32 | 401  |
| 508  | 16:53 | 圣贝内代托-德尔特龙托 | 14:08 | 359  |
| 532  | 17:08 | 朱利亚诺瓦            | 13:53 | 335  |
| 570  | 17:35 | 佩斯卡拉              | 13:30 | 297  |
| 625  | 18:16 | 瓦斯托                | 12:31 | 242  |
| 659  | 18:34 | 泰尔莫利              | 12:11 | 208  |
| 715  | 19:17 | 圣塞韦罗              | 11:35 | 152  |
| 746  | 19:40 | 福贾                  | 11:19 | 121  |
| 867  | 20:45 | 巴里                  | 10:10 | 0    |

在运营初期，亚得里亚号于米兰－巴里间的单程运行耗时约为8小时35分，从而达到101km/h的平均运行速度。随后，其运行速度逐年放缓。至1982年，米兰－巴里间的单程运行耗时达到9小时25分。在另一班全欧快车米迪奥拉姆号于1984年停运后，其原有的客车车厢被运用至亚得里亚号，自此后者得以采用全欧快车的标准涂装运行。

## 城际列车
1987年5月31日，亚得里亚号转换为搭载两舱车厢等级的城际列车（IC）类别。自2001年6月10日起，列车北端的始发/终到站由米兰改至威尼斯；自2005年12月11日起，列车南端的始发/终到站亦由巴里向南延伸至149公里外的莱切，同时不再使用亚得里亚号的名称。

## 脚註
1. ↑  Mertens & Malaspina 2007，第330頁.
2. ↑  Mertens & Malaspina 2007，第134頁.
3. ↑  Hajt 2001，第119頁.
4. ↑  Mertens & Malaspina 2007，第333頁.